# Африка в древнегреческой мифологии
Список мифологических персонажей, связанных с Африкой, которые нашли отражение в древнегреческой мифологии.

## Египет

### Египетские боги
В список включены те божества, которые упоминаются в греческих источниках. См. также Египетская мифология.
- Амон.
- Анубис.
- Апис.
- Апопис. У египтян брат Гелиоса, воевал с Зевсом, которому помог Осирис[1].
- Аруэрис. Египетское божество, «старший Гор», называемый Аполлоном[2].
- Афири. Имя Исиды у египтян[3].
- Бебон. Один из друзей Тифона[4]. Либо эпитет Тифона[5].
- Беса. Бог, его оракул в Абиде в египетской Фиваиде[6].
- Бубастида[7]. Египетская богиня[8]. Отождествлялась с Артемидой[9].
- Буто[10]. Египетская богиня, отождествлялась с Лето.
- Гарпократ. Египетский бог. Его упоминает Овидий[11]. Сын Осириса и Исиды, рождённый ею после его смерти[12]. Воплощает молчание[13].
- Гор.
- Исида.
- Кнеф. Божество, почитаемое в египетских Фивах[14].
- Манерос[15]. Имя Лина у египтян[16]. Либо имя царевича из Библа, который увидел, как Исида целует мертвого Осириса, и она убила его своим взглядом[17]. Другие называют его Палестин или Пелусий.
- Мендес[18]. Египетское божество, отождествлялся с Паном[19]. Так называли козла[20].
- Мефиер. Имя Исиды у египтян[3].
- Мин. Имя Гора у египтян[3].
- Мневис[21]. Священный бык у египтян. Содержался в Гелиуполе[22]. чёрный бык, некоторые считают его отцом Аписа[23].
- Мут. Имя Исиды у египтян[3].
- Нейт[24]. Египетская богиня из Саиса, отождествляемая с Афиной[25].
- Нефтида. Египетская богиня, отождествляемая с Афродитой, жена Тифона[26].
- Омфис. (у Элиана Онуфис.) Второе имя Осириса[27].
- Осирис.
- Сарапис. См. Серапис.
- Сарапис. См. Апис.
- Серапис.
- Сет. Имя Тифона у египтян[28]. У Манефона отождествлялся с Египтом, а его брат Армаис (Гермей) — с Данаем[29]. Путаница с фараоном Сети I.
- Сму. Имя Тифона у египтян[5].
- Софис. (Сотис.) Название у египтян созвездия Исиды, соответствующего Псу[14].
- Сух. Имя священного крокодила в Арсиное (Крокодилополе) в Египте[30].
- Тот. (Тевт.) Египетское божество, изобретатель письменности[31]. Отождествлялся с Гермесом[32].
- Трифон. Египетское божество, которому посвящён осёл[33].
- Туэрис. Наложница Тифона, перешла на сторону Гора[12].
- Фта (Птах)[34]. Египетский бог, сын Нила, отец Гелиоса. Отождествлялся с Гефестом[35]. Зачинатель философии у египтян[36].

### Герои
- Алкандра. Царица египетских Фив[37].
- Амфидамант. Сын Бусириса. Убит Гераклом[38].
- Анхиноя.
- Апис. Египтянин, открывший медицинское искусство прежде прибытия в Египет Ио[39]. По другим, царь Аргоса отождествлялся с основателем Мемфиса и был прозван Серапис[40].
- Аргифия. Жена Египта, мать 6 сыновей[41].
- Бел (сын Посейдона).
- Бусирис.
- Геллий. Египтянин, который изобрел буквы, которые Кадм принес в Грецию[42].
- Геракл египетский. В Гадирах алтари египетского и фиванского Гераклов. Этот Геракл измерил всю землю до её пределов[43]. Родился в Египте[44].
- Гефестина. Жена Египта. Мать 6 сыновей[41].
- Горго. Жена Египта. Мать 6 сыновей[41].
- Диктис. Питомец Исиды. Хватаясь за лук, упал в реку и утонул[45].
- Еврирроя. (Эврирроя.) Согласно Гиппострату, дочь Нила, жена Египта, родила ему 50 сыновей[46].
- Египт.
- Имандес. (Исмандес.) Египетский царь, погребенный в лабиринте у озера Мерида[47]. Так египтяне называют Мемнона[48]. У Диодора Мандес (у Геродота II 466 Мендес).
- Исея. Согласно Ферекиду, дочь Агенора и Дамно, жена Египта[49].
- Калиадна. Наяда, жена Египта. Мать 12 сыновей[41]. en:Caliadne
- Каноп (мифология).
- Кассиопея. По версии, жена Эпафа, мать Ливии[50].
- Келадон. Из Мендеса. Убит Персеем[51].
- Ливия (мифология).
- Лисианасса. Дочь Эпафа. Мать Бусириса[38].
- Мемфида. Дочь Нила. Жена Эпафа[52].
- Метион. Отец сиенца Форбанта[53].
- Нил (мифология)[54]. Сын Океана и Тефии[55]. Отец Мемфиды и Анхинои[52] По некоторым, является созвездием Реки[56]. Нил
- Нилей. Воин, рождённый Нилом. Превращен Персеем в камень[57].
- Пелусий. По версии, имя царевича, которого выкармливала Исида, но он погиб, и его оплакивают[17]. См. Манерос.
- Полиб[58]. Царь Фив египетских. Принял в гостях Менелая[37].
- Полидамна. Жена Фоона. Из Египта[59]. Сведуща в зельях, её упоминает Евфорион в «Дионисе»[60].
- Протей (мифология).
- Сесострис. Полумифический царь Египта. См. (Страбон) См. Валерий Флакк. Аргонавтика V 418 (его война с гетами). Легенды
- Сирофан. Египтянин, который ввел поклонение идолам, оплакивая своего сына[61].
- Телегон. Царь Египта. Царь Мемфиса[62]. Муж Ио[63].
- Тирия. Жена Египта. Мать 3 сыновей[41].
- Феоклимен[64]. Сын Протея и Псамафы, брат Феонои. Действующее лицо в трагедии Еврипида «Елена».
- Феоноя (Теоноя). См. Идофея.
- Фива. Дочь Тритона (которым Аполлоний называет Нил). Её именем назван город в Египте[65]. Нимфа, её именем названы Фивы в Египте[66]. en:Thebe (mythology)
- Фиваида. Кормилица Зевса. Её именем Зевс назвал основанные им стовратные Фивы в Индии (то есть Египте)[67]. По другим, в египетских Фивах были похоронены наложницы Зевса[68].
- Фоон (Фонис). Правитель из устья Нила[59]. Страж нильского устья[69]. Оказал прием Менелаю и Елене. Его именем назван город Фонида в Египте[70].
- Форбант (сын Метиона)[71]. Из Сиены. Убит Персеем[72].
- Фрасий. Прорицатель с Кипра. Сын брата Пигмалиона. Пришёл в Египет и предсказал царю, что неурожай прекратится, если египтяне будут каждый год закалывать чужестранца на алтаре Зевса. Царь Бусирис первым заколол Фрасия[73].
- Хиона[англ.]. Дочь Нила и Каллирои. Нимфа.
- Эпаф.

Топонимы, связанные с мифами:
- Архандр. Город в Египте около Навкратиса[74].
- Аэрия («Воздушная Земля») — древнее название Египта[75].
- Боосавла. Пещера, где Ио родила Эпафа. en:Boösaule
- Бусирис. Город в Египте, где празднество Исиды[76]. Согласно Евдоксу, там покоится тело Осириса[14]. «Дом Осириса, господина Джеду»[77]. Египетский Пи-Осири[78].
- Египет. Страна[79]. От названия Мемфиса «стена духа Пта». В микенских текстах встречается ai-ku-pi-ti-jo (личное имя Египтий либо купец из Египта)[80].
- Египтяне[81].
- Елена. «Островом Елены» называют Фарос[82].
- Меламподы. Обитатели Египта[52].
- Мемфис. Город[52].
- Нил. Река[63]. Согласно делосцам, вода Инопа течет к ним из Нила[83], о Ниле рассказывается, что это Евфрат[84]. Название происходит от «неа илюс» (согласно поэме Нонна). Нил

## Эфиопия

### Царская династия
- Андромеда (мифология).
- Асо. Сообщница Тифона в заговоре против Осириса, эфиопская царица[85].
- Кассиопея (мифология).
- Кефей (сын Бела).
- Мемнон (мифология).
- Никтей. По версии, царь эфиопов, который влюбился в свою дочь Никтимену[86].
- Тифон (сын Лаомедонта).
- Финей (сын Бела).
- Эмафион. Сын Тифона и Эос, царь Эфиопии[87]. Геракл убил его в Аравии[88]. Либо Геракл убил его в Эфиопии, когда тот вступил с ним в сражение по собственному почину[89].

### Другие лица
- Агенор. Жених Андромеды в одной из версий. Задумал убить Персея, но тот показал ему голову Горгоны[90].
- Алексипп. Спутник Мемнона[91].
- Алкионей. Спутник Мемнона[92].
- Бенфесикима (Бентесикима).
- Киссия. Мать Мемнона согласно Эсхилу[93]. Жители Сус носили имя киссиев[94].
- Клидон. Спутник Мемнона[91].
- Мемнониды. По просьбе Эос к Зевсу из костра Мемнона возникли птицы Мемнониды, которые постоянно бьются друг с другом[95]. Либо спутники Мемнона жалобно кричат над могилой[96].
- Менекл. Спутник Мемнона[97]. Убит Фрасимедом[98].
- Нихий. Спутник Мемнона[92].
- Пиррас. Эфиоп, сын которого (не названный по имени) был спутником Мемнона и убит Антилохом[99].
- Эндий. Муж Бентесикимы. Тесть Евмолпа[100].
- Эфиопы[101][102]. Упоминаются в «Илиаде» и «Одиссее» (I 22).
- Эфиопия (в древнегреческой мифологии)[103]. Эфиопы

См. также:
- Евмолп. Вырос в Эфиопии.
- Никтимена. По версии, дочь Никтея.

### Участники битвы сПерсеем
- Абант. Эфиопский воин. Убил Пелата[104].
- Агирт. Эфиопский воин. Отцеубийца. Убит Персеем[105].
- Аконтей. Воин, сражался за Персея. Увидел лицо Горгоны и превратился в камень[106].
- Актор. Отец эфиопа Эрита[107].
- Аммон. Эфиопский воин, брат Бротеада. Убит Финеем[108].
- Ампик . Жрец Деметры из Эфиопии, певец. Убит Петталом[109].
- Ампик. Эфиопский воин. Персей превратил его в камень[110].
- Астиагей. Эфиопский воин. Персей превратил его в камень[111]
- Бротеад. Эфиопский воин, брат Аммона. Убит Финеем[108].
- Гелик. Эфиопский воин. Убит Персеем[112].
- Гипсей. Воин, противник Персея. Убил Профоенора, но убит Персеем[113].
- Дорил. Эфиопский воин. Хозяин насамонийских полей. Убит Галкионеем[114].
- Ид[115]. Эфиоп. Убит Финеем[116].
- Кинифей. Отец эфиопа Пелата[117].
- Кланий. Эфиопский воин, брат Клития. Убит Персеем[118].
- Климен. Воин, противник Персея. Убил Одита[119].
- Клит. Эфиопский воин. Убит Персеем[112].
- Клитий. Эфиопский воин, брат Клания. Убит Персеем[120].
- Кориф[121]. Мармаридянин (или сын Мармара, по Любкеру). Участник битвы в Эфиопии. Ранил Пелата[122].
- Ламп. Отец эфиопа Ампика[123].
- Ликет. Сын Сперхия. Убит Персеем[124].
- Ликорм. Эфиопский воин, сторонник Персея. Убил Петтала[125].
- Меланей. (Меналей.?) Эфиопский воин, сторонник Персея. Убит в бою[126].
- Молпей. Хаониец, противник Персея. Ранен Персеем[127].
- Одит. Эфиопский вельможа («в народе кефенов»). Убит Клименом[128].
- Пелат. Сын Кинифея. Эфиопский воин, участник битвы. Убит Корифом и Абантом[129].
- Петтал. (в другом чтении Педас.) Противник Персея. Убил Ампика, убит Ликормом[130].
- Профоенор. (Протенор.) Воин, сторонник Персея. Убит Гипсеем[128].
- Рет[131]. Эфиопский воин. Убит Персеем[132].
- Фескел. (Тескел.) Эфиопский воин. Персей превратил его в камень[133].
- Флегиат. Эфиопский воин. Убит Персеем[112].
- Фоакт. (Тоакт.) Оруженосец царя эфиопов. Убит Персеем[105].
- Хромид. Воин, противник Персея. Убил Эмафиона[134].
- Эмафион. Эфиопский жрец. Пытался прекратить бой, но убит Хромидом у алтаря[135].
- Эрикс. Эфиопский воин. Персей превратил его в камень[136].
- Эрит. Сын Актора. Эфиопский воин. Убит Персеем[137].
- Эфион. (Этион.) Эфиопский прорицатель. Убит Персеем[138].

## Ливия
- Агрей. Сын Аполлона и Кирены[139].
- Алексидам. Из Кирены. Победил в беге, когда состязались женихи дочери Антея[140].
- Аммон. Отец царя Иарбы[141].
- Амфимедонт. Либиец. Убит Персеем[142].
- Амфифемид. (Амфитемис.) Ливиец. Сын Аполлона и Акакаллиды. Именуется также Гарамантом[143]. От нимфы Тритониды сыновья Насамон и Кефалион[144], либо Насамон и Кафавр (согласно Аполлонию Родосскому).
- Антей.
- Антенориды. Поселились в Ливии. Их именем назывался холм у Кирены[145].
- Анхироя. (Анхероя.) Дочь Хремета, жена Псилла, мать Кратегона[146].
- Атлантия. Гамадриада. Жена Даная. Мать 4 дочерей[41]. en:Atlantia
- Аутух. (Автух.) Сын Аполлона и Кирены[147].
- Гарамант. Имя Амфитемида[143].
- Герса — Жена Даная. Мать 2 дочерей[41].
- Еврипил (сын Посейдона, из Ливии).
- Еврипил. Эпитет бога Тритона[148].
- Еврит. См. Еврипил.
- Европа. Жена Даная. Мать 4 дочерей[41]. Согласно Гиппострату, дочь Нила, родила Данаю 50 дочерей[149].
- Иарба.
- Ифиноя. По Ферекиду, жена Антея, её взял в жены Геракл. Дочь Антея именуется Алкеидой[150].
- Каллироя. Дочь Лика (см.).
- Кафавр. Ливиец. Сын Амфитемида и нимфы Тритониды. Убийца Канфа[151]. Возможно, испорченное имя ливийского правителя Капера[152].
- Кефалион. Ливиец, сын Амфитемида и нимфы Тритониды. Пастух. Когда аргонавты стали угонять его скот, убил Еврибата и Канфа[144]. Либо Кафавр.
- Кратегон. Сын Псилла и Анхерои[153]. Ливийский полководец в войске Диониса.
- Крино. Жена Даная. Мать 4 дочерей[41].
- Лик (сын Арея). Царь Ливии[154]. Согласно историку Юбе, убивал чужеземцев. Когда буря принесла туда Диомеда, в него влюбилась дочь Лика Каллироя, которая спасла его, но, когда он отплыл, удавилась[155].
- Ливий. Сын Гермеса и Ливии[156].
- Ливия. Дочь Паламеда, родила от Гермеса Ливия[156].
- Ливийские героини. Три богини, явились Афине при её рождении, носили козьи шкуры. Явились Ясону и указали ему путь[157]. Упомянуты в надписях с Феры и у Каллимаха[158].
- Макерид. Египтяне и ливийцы называли его Гераклом. Путешествовал в Дельфы. Отец Сарда[159].
- Мелия. По Ферекиду, дочь Агенора и Дамно. Жена Даная[49].
- Мемфида. Жена Даная. Мать 3 дочерей[41]
- Насамон. Ливиец, сын Амфитемида и нимфы Тритониды. Его скот пытались угнать аргонавты[160].
- Номий. Сын Аполлона и Кирены[147].
- Паллада. Дочь Тритона. Воспитывалась вместе с Афиной. Они вместе занимались воинскими упражнениями. Афина нечаянно убила её и, огорчившись, изготовила статую, похожую на Палладу, и надела статуе на грудь Эгиду[161] Паллада
- Параммон. Ливийский бог, прозвище Гермеса в Олимпии[162].
- Пиерия. Жена Даная. Мать 6 дочерей[41].
- Поликсо. Нимфа. Жена Даная. Наяда, мать 12 дочерей[41].
- Псилл. Некий либиец. Сражался с южным ветром и погиб[163].
- Тритонида. Нимфа из Ливии. Родила от Амфитемида Насамона и Кефалиона[144], либо Насамона и Кафавра[164].
- Феба[165]. Нимфа. Гамадриада. Жена Даная, мать 6 дочерей[41]
- Феродамант. (Феромедонт.) Ливийский царь, кормил своих львов мясом пришельцев[166].
- Хремет. Речной бог[167]. Отец Анхерои[146].
- Элефантида. Жена Даная. Мать Горгофоны и Гипермнестры[41].

Топонимы:
- Атлант. Река в Ливии, а также гора там[168].
- Кенхрис. Вид змеи[169].
- Керасты. Порода рогатых змей в Ливии[170].
- Кинип. Река в Ливии[171].
- Киниф. Река в Ливии, где Геракл очистился после убийства сыновей от Мегары[172].
- Ливия. Страна[173], одна из частей света. Получила имя от местной женщины Ливии[174]. en:Lybie
- Лотофаги.
- Омфал. Место у реки Тритона, где отпала пуповина Зевса[175]. Или на Крите[176]
- Тритон. Река[177]. Её струи родные для Афины[178].

О животном тритоне в Танагре была легенда, как его победили с помощью Диониса.
- Тритонида (озеро). По сказанию ливийцев, Афина — дочь Посейдона и озера Тритониды, и поэтому у неё голубые глаза, как у Посейдона[180]. en:Lake Tritonis
- Фарусы. Народ в Ливии, сопровождали Геракла в его походе на Гесперид и поселились там[181].

См. также:
- Акакаллида. Прибыла в Ливию.
- Аристей. Воспитан нимфами в Ливии.
- Гиант. Убит львицей в Ливии (версия).
- Гуней. Поселился в Ливии.
- Данай. Царь Ливии.
- Еврибат. Аргонавт, погиб в Ливии.
- Еврипил (сын Евемона). Поселился в Ливии.
- Идмон. Умер в Ливии от укуса змеи (версия).
- Канф. Аргонавт, убит в Ливии.
- Кирена. Аполлон унес её в Ливию.
- Ламия. По версии, дочь Бела и Ливии.
- Медуса. По истолкованию, царица ливийцев.
- Менелай. Побывал в Ливии.
- Нирей. По версии, поселился в Ливии.
- Профой (сын Тендредона). Поселился в Ливии (версия).
- Тритон. По версии, царь Ливии.

## Западная Африка
- Букур. Мавританский бог либо герой[182].
- Варсутин. Бог мавров[183].
- Дидона.
- Диодор. Сын Софака, внук Геракла. У него было греческое войско из ольвийцев и микенцев, поселенных Гераклом в Ливии. Подчинил с его помощью ливийские племена[184].
- Зор. См. Кархедон.
- Иопад. Певец в Карфагене, ученик Атланта. Исполняет песнь об астрономии[185].
- Карфаго. Богиня, дочь Астерии (Астарты) тирской[186].
- Кархедон. Вместе с Зором основал Карфаген[187].
- Патеки[188]. Финикийские божества[189].
- Софак (Суфакс). Сын Тингисы от Геракла. Стал царем и основал город Тингис (ныне Танжер), названный по имени своей матери[184]. Имел сына Диодора, от него происходили цари берберов.
- Танит.
- Тизиан. Мавританский бог либо герой[182].
- Тингис (Тинга, Тингис). Жена Антея, которая после его смерти родила от Геракла сына Софака[184].
- Филены. Карфагенские герои[190]. Алтари Филенов упоминает Страбон[191].
- Юба. Обоготворен маврами[192].